# Palaeoloxodon antiquus
Palaeoloxodon antiquus es una especie extinta de mamífero proboscidio de la familia Elephantidae que vivió durante el Pleistoceno, desde hace unos 800 000 hasta hace 30 000 años.
Fue una especie de un gran tamaño que llegaba a alcanzar los 4 metros de altura. Tenía unas patas relativamente más largas que los elefantes modernos y unos colmillos largos y rectilíneos acabados en una pequeña curva.

## Distribución
P. antiquus vivía en los ambientes cálidos y boscosos que había en Europa durante los periodos interglaciares. Los restos más recientes se han encontrado en Portugal y tienen unos 30 000 años. Presumiblemente son los antepasados de algunos de los elefantes enanos de varias islas mediterráneas que se extinguieron en el Holoceno.
En lo que a España se refiere, destacan los restos hallados en los yacimientos de Torralba y Ambrona (Soria), en las proximidades de Medinaceli.
En sedimentos eólicos del Pleistoceno superior del Alentejo Litoral portugués se han descrito varias icnitas de la icnoespecie Proboscipeda panfamilia, atribuidas a Palaeoloxodon antiquus.

## Descripción
Estos animales podían alcanzar los 3,9 m de alto y un peso estimado de cerca de 6000 a 7000 kg. Tenían colmillos largos, ligeramente curvados hacia arriba. Las patas de P. antiquus eran ligeramente más largas que las de los elefantes modernos. Se cree que estos elefantes tenían una lengua de 80 cm de largo que podría ser proyectada a poca distancia para atrapar hojas y hierbas.

## Galería de imágenes

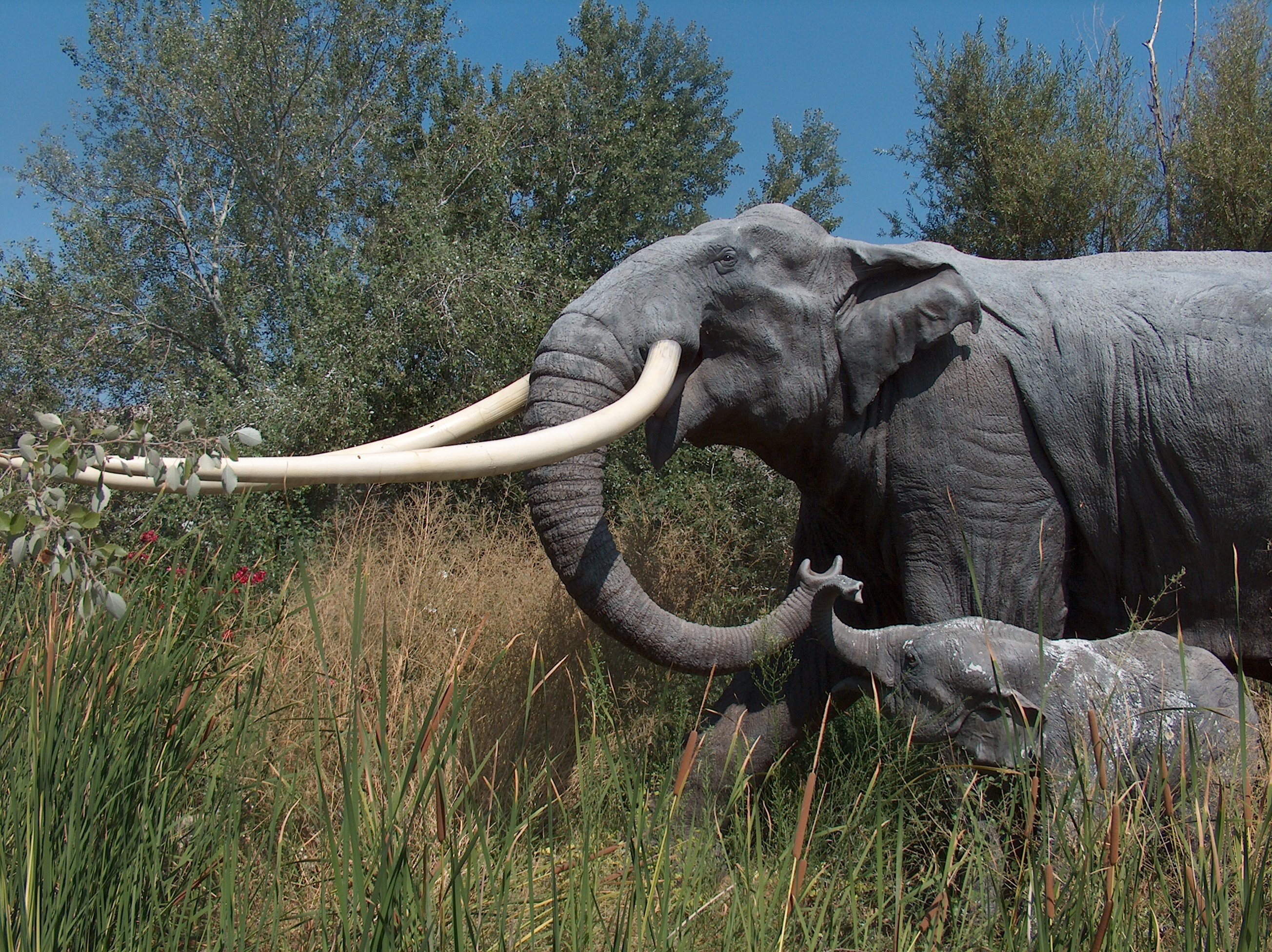
Modelos de una hembra con su cría en Rivas-Vaciamadrid, (Madrid, España).
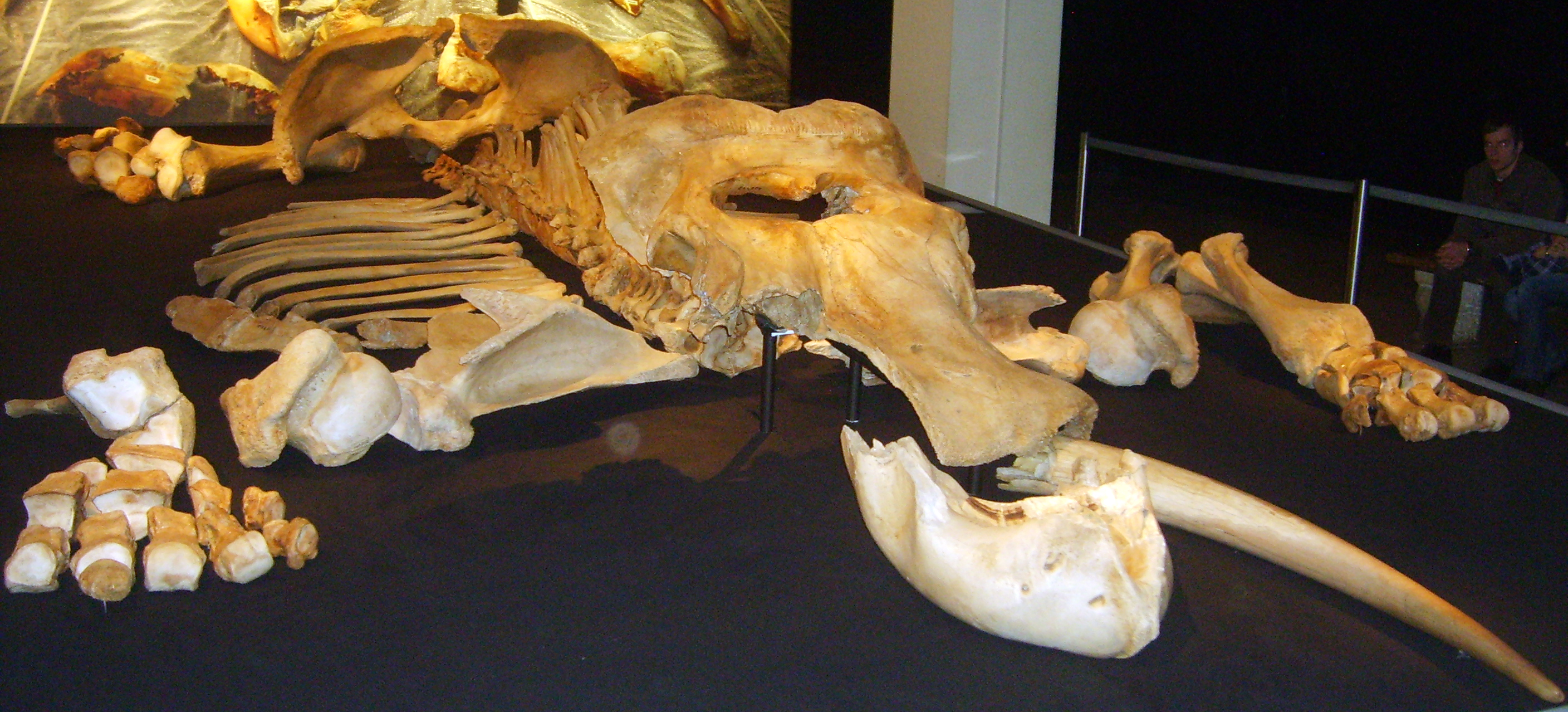
Esqueleto en el Museo de Historia Natural de Berlín (Alemania).
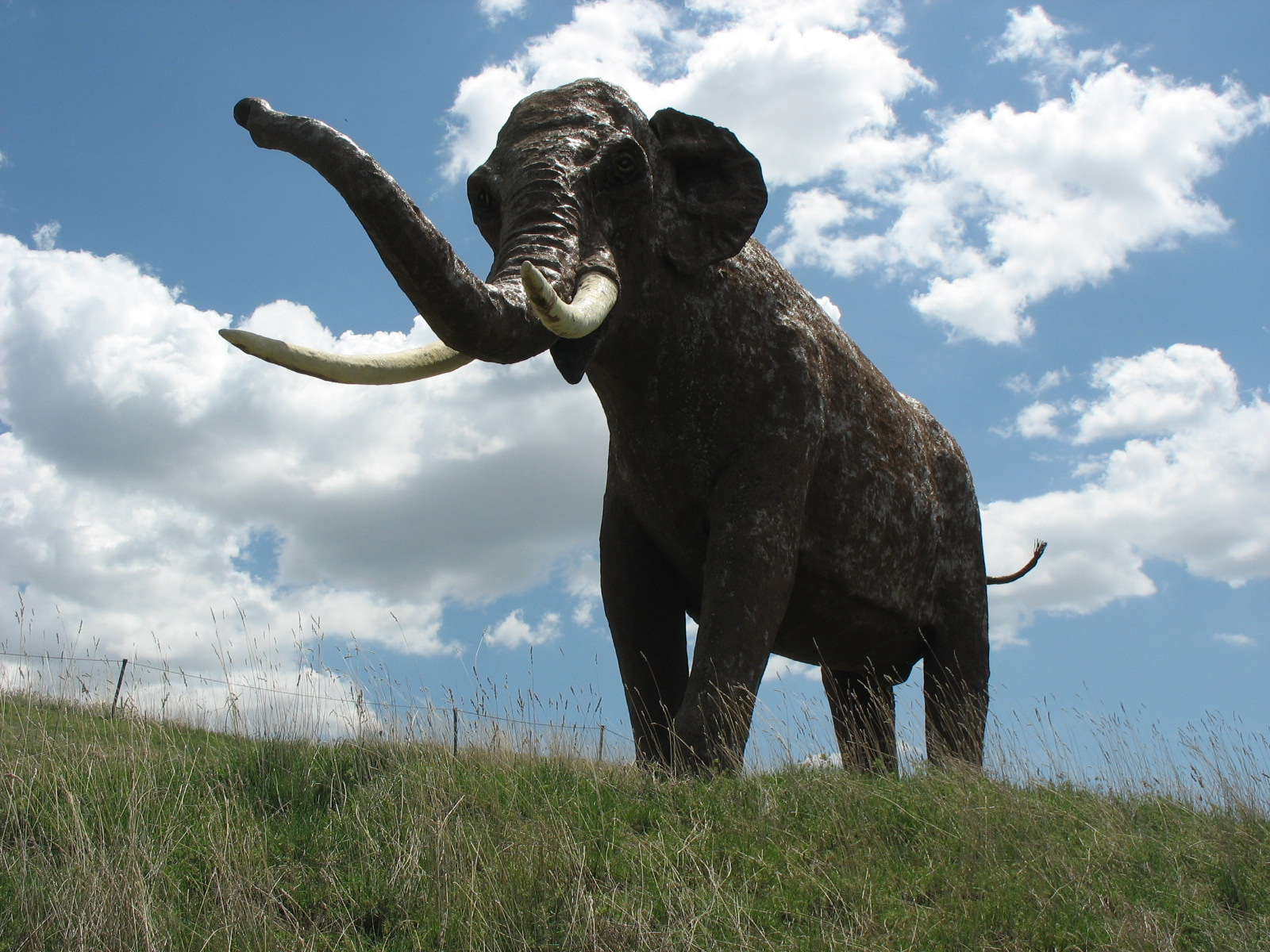
Recreación a tamaño natural de un Palaeoloxodon antiquus en Ambrona (Miño de Medinaceli, Soria, España).
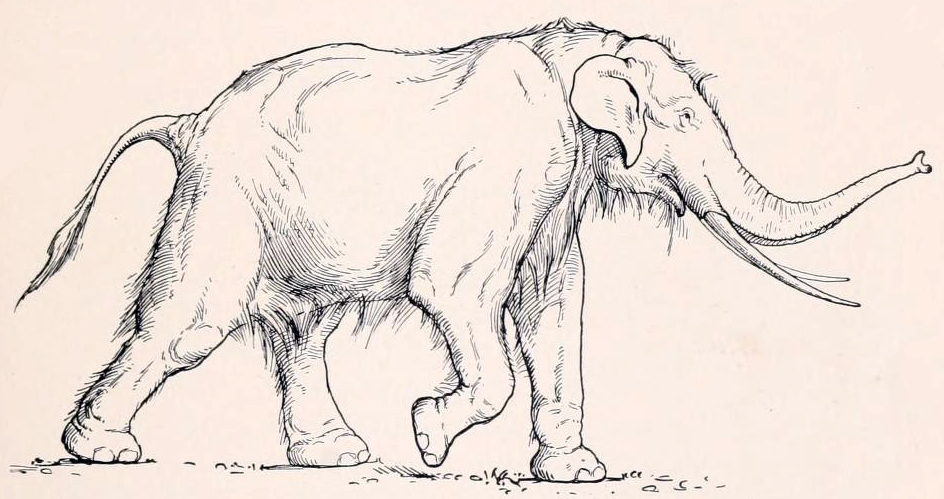
Recreación de 1916 de Palaeoloxodon antiquus.